# Varades
Varades is een plaats en voormalige gemeente in het Franse departement Loire-Atlantique in de regio Pays de la Loire en telt 3403 inwoners (2004).

## Geschiedenis
Op 1 januari 2016 fuseerde Varades met Belligné, La Chapelle-Saint-Sauveur en La Rouxière tot de huidige gemeente Loireauxence. Deze gemeente maakt deel uit van het arrondissement Ancenis.

## Geografie
De oppervlakte van Varades bedraagt 46,0 km², de bevolkingsdichtheid is 74,0 inwoners per km².
De onderstaande kaart toont de ligging van Varades met de belangrijkste infrastructuur en aangrenzende gemeenten.

## Demografie
Onderstaande figuur toont het verloop van het inwonertal.
Belligné · La Chapelle-Saint-Sauveur · La Rouxière · Varades